# Anastasivka, Romnî
Anastasivka (în ucraineană Анастасівка) este localitatea de reședință a comunei Anastasivka din raionul Romnî, regiunea Sumî, Ucraina.

## Demografie
Componența lingvistică a localității Anastasivka
     Ucraineană (97,92%)
     Rusă (1,96%)
Conform recensământului din 2001, majoritatea populației localității Anastasivka era vorbitoare de ucraineană (97,92%), existând în minoritate și vorbitori de rusă (1,96%).